# Tostig Godwinson
Tostig Godwinson, född cirka 1026, död 25 september 1066, var jarl av Northumbria.

## Biografi
Tostig Godwinson var son till Godwin, earl av Wessex och hans andra hustru Gytha Thorkelsdóttir. Han var även en av Harald Godwinsons, den siste anglosaxiske engelske kungen, bröder.
Tostig gifte sig med Judith (Fausta) av Flandern (1030– 5 mars 1094), dotter till greve Baldwin IV av Flandern och halvsyster till Baldwin V. Hon var därmed faster till Matilda av Flandern, Vilhelm Erövrarens hustru.
Tostig hade förenat sina trupper med Harald Hårdråde, kung av Norge och invaderat England. Tostigs bror Harald II lyckades besegra och döda dem båda i slaget vid Stamford Bridge 25 september 1066. Deras nederlag följdes dock av en andra invasion av Vilhelm av Normandie 28 september 1066. Vilhelm Erövraren besegrade och dödade Harald vid slaget vid Hastings 14 oktober och blev kung av England.